# 尾斑魮
尾斑魮（学名：Barbus urostigma）為輻鰭魚綱鯉形目鯉科魮屬的其中一個種。該物種於1917年由乔治·亚伯特·布兰洁描述，主要分布於非洲坦干伊喀湖支流流域，體長可達12公分。

## 扩展阅读
維基物種上的相關：尾斑魮